# Đại hải đạo (phim 1973)
Đại Hải Đạo (Tiếng AnhːThe Pirate; phồn thể: 大海盜; giản thể: 大海盗; Bính âm: Dà Hǎi Dào) là 1 bộ phim thuộc thể loại phim võ thuật, hành động của điện ảnh Hồng Kông được sản xuất vào năm 1973. Phim được đạo diễn bởi 3 đạo diễn tên tuổi bao gồmː Trương Triệt, Bộc Hạc Lễ và Ngọ Mã. Phim được phóng tác từ cuộc đời thật của cướp biển lừng danh trong thế kỷ 19 là Trương Bảo Tử, do siêu sao Địch Long đảm nhận vai chính.

## Cốt truyện phim
Cướp biển Trương Bảo Tử (Địch Long) đi thuyền đến ven bờ biển ở Phía Nam Trung Quốc, cải trang thành 1 thương nhân giàu có. Ở đó, những người dân trong làng sống trong nghèo đói vì phải đấu tranh chống lại sự bóc lột và tham nhũng của chính quyền địa phương. Cùng lúc đó, Trương đã thu hút sự chú ý của tên thương gia Tường Hữu Luân (Điền Thanh) và em gái của hắn, những kẻ này đang muốn giết Trương vì số tiền thưởng. Sau đó, Trương đã đồng ý giao dịch số tiền với chúng bằng số tiền và hàng hóa cướp được từ những tên thực dân. Trong khi vẫn còn ở trên đất liền, Trương khám phá ra 1 trong những tên cướp biển cũ là Hoa Nhị Đạo (Phàn Mai Sanh) đã trốn thoát khỏi nhà tù, hắn đã lấy thuyền, hàng hóa cùng với những người bạn của anh ấy đi.Vì tên Hoa Nhị Đạo đó muốn tìm cách báo thù Trương, nên Trương phải chạy trốn và tìm nơi ẩn náu ở 1 sòng bạc.
Tướng quân của triều đình nhà Thanh đã phái 1 vị tướng trẻ là Hồ Nghĩa (Khương Đại Vệ) đến điều tra nơi các tên cướp biển ẩn náu và cuối cùng anh ta đã tìm ra Trương. Khi hai người chạm trán nhau, mỗi người đã thể hiện được kỹ năng của họ và đánh giá cao đối thủ. Dần dần, Hồ cảm thấy tôn trọng Trương vì bản tính chính trực, ngay thẳng và bắt đầu đặt cắn rứt lương tâm. Anh ta quyết định để cho Trương đi thoát khỏi sự truy đuổi của quan quân triều đình. Hồ đã chuẩn bị sẵn cho Trương 1 chiếc thuyền. Trương hứa với Hồ Nghĩa là họ sẽ gặp lại nhau để quyết đấu thắng bại trong lần chạm trán kế tiếp.

## Diễn viên và vai diễn
- Địch Long vai Trương Bảo Tử
- Khương Đại Vệ vai Tướng quân Hồ Nghĩa
- Điền Thanh vai Tường Hữu Luân
- Thạch Thiên vai Bạch Đại Gia
- Viên Mạn Tư vai Hải Đường
- Phàn Mai Sanh vai Hoa Nhị Đạo
- Vu Phong vai vai Tường Nhị cô nương
- Lưu Cương vai Tằng đại ca
- Đường Viêm Xán vai Mã đại ca
- Ngô Trì Khâm vai Quan sai tham nhũng
- Dương Trạch Lâm vai Quan sai tham nhũng
- Lô Địch vai chủ xưởng đóng tàu
- Vương Quang Dụ vai du kích
- Trịnh Khang Nghiệp vai du kích
- Cao Hùng vai Tiểu Bảo
- Vương Thanh Hà vai ngư dân tuyệt vọng
- Liu Wai vai ông chủ lầu xanh
- Thẩm Lao vai nhân viên sòng bạc
- Từ Phát vai Cướp biển
- Lợi Dung Kiệt vai Cướp biển đánh bài trong sòng bạc
- Lương Thượng Vân vai Shing đại gia
- Đổng Thái Bảo vai bảo vệ sòng bạc
- Vương Cương vai tên côn đồ
- Lưu Tuấn Huy vai tên côn đồ
- Yuen Shun-yi vai cướp biển
- Lee Chiu vai Lý Siêu

## Sự đón nhận của giới phê bình
Phóng viên James Mudge của tờ Beyond Hollywood đưa ra những nhận định tích cực dành cho bộ phim, anh viếtː "Phim làm rất chỉn chu, đặc biệt là xoay quanh việc miêu tả nhân vật rõ nét với diễn xuất cá tính từ 2 siêu sao số 1 của Thiệu thị huynh đệ. Phim không chỉ hấp dẫn đối với các fan của Thiệu Thị, mà nó còn lôi cuốn đối với tất cả các fan ưu thích phim cướp biển." Phóng viên Matthew Le-feuvre của tờ City on Fire bình chọnn 8/10 sao cho bộ phim, anh phát biểuː "Nét đột phá trong diễn xuất của cả Địch Long và Khương Đại Vệ được thể hiện xuất sắc trong lần hợp tác thứ 18 của họ. Bộ phim miêu tả về loạt đề tài muôn thuở được nhắc đến trong phimː bổn phận, báo thù,lòng trung thành nhưng vẫn đạt được thành công lớn giống như quy tắc trong các phim Hollywood."

## Trích dẫn
1. 1 2  "The Pirate (1973) Movie Review". Bản gốc lưu trữ ngày 15 tháng 10 năm 2017. Truy cập ngày 15 tháng 10 năm 2017.
2. ↑  "Pirate, The (1974) Review".

## Liên kết bên ngoài
- The Pirate tại Hong Kong Movie DataBase
- The Pirate Lưu trữ ngày 4 tháng 3 năm 2016 tại Wayback Machine ở Hong Kong Cinemagic
- Đại hải đạo trên Internet Movie Database